# El Victorial

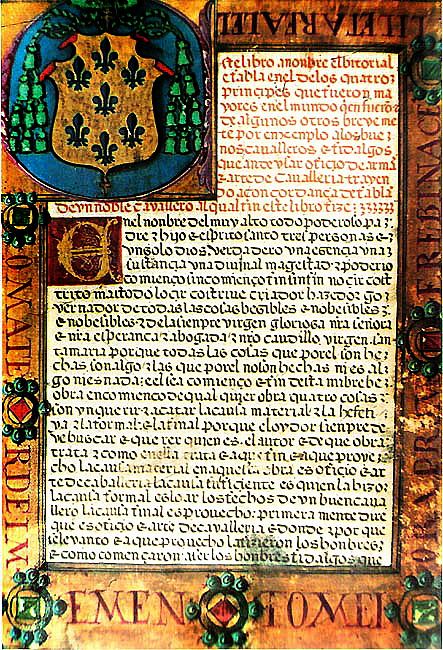
Première page de El Victorial, manuscrit BNM Ms. 17648 f.1r

El Victorial o Crónica de don Pero Niño est une chronique biographique portant sur la vie et les exploits de Pero Niño (1378-1453), comte de Buelna. L'œuvre fut composée par son porte-étendard, Gutierre Díez de Games. Il s'agit d'une narration en prose réunissant des éléments de la littérature de chevalerie, et dans laquelle se mélangent différents registres littéraires : fiction, biographie, histoire.

## Histoire
Le Victorial a dû connaître une première rédaction autour de 1406. Cependant, l'essentiel de la composition date sans doute de 1436, et a certainement été complétée en 1448. Il est également possible qu'un épilogue ait été ajouté en 1453 afin de conclure la biographie de Pero Niño.

## Contenu
L'œuvre commence par un long prologue introductif, dans lequel l'auteur cite plusieurs strophes du Libro de Alexandre (long poème du XIIIe siècle), pour évoquer l'univers de la chevalerie et présenter la structure de l'ouvrage. Ce dernier se compose ensuite de trois parties différentes :
- la première partie est consacrée à la naissance de don Pero Niño, à son lignage, son éducation, les exploits de sa jeunesse et son premier mariage ;
- la deuxième partie traite de la campagne méditerranéenne de 1404 menée par la Castille contre les corsaires maghrébins. Elle évoque également diverses opérations militaires au large des côtes françaises, dans le cadre de la Guerre de Cent Ans, à laquelle prend part la Castille d'Henri III. Elle relate enfin la campagne contre le Royaume de Grenade de 1407 ;
- La troisième partie est la plus brève et s'attache à relater les amours de Pero Niño avec Béatrice de Portugal, ainsi que les relations tendues que le noble militaire entretient avec Jean II d'Aragon.

Quoique la biographie soit favorable à Pero Niño, pour lequel écrit l'auteur, celui-ci ne tombe pas dans l'adulation béate. Une grande partie de l'œuvre est consacrée à relater les batailles auxquelles eut à participer le commanditaire-protagoniste. Le Victorial intègre des éléments des récits de voyages, alors en vogue : Il Milione de Marco Polo, ou en Castille, la Embajada a Tamorlán de Ruy González de Clavijo. Néanmoins, les attitudes et l'idéologie globales dominant le Victorial sont bel et bien redevables à la littérature de chevalerie. On y trouve des récits de tournois, d'exercices équestres minutieusement dépeints. Le code de conduite des personnages suit par ailleurs les règles de cour de l'époque. Il est probable que l'aristocratie de l'époque ait suivi de tels comportements, hors de la fiction. Le livre semble donc constituer un reflet de la société nobiliaire d'alors.

## Editions
Le Victorial a été traduit en français par Albert de Circourt et Théodore Puymaigre (1867), et Jean Gautier-Dalché (2001).
- Gutierre (trad. comte Albert de Circourt et comte de Puymaigre Díez de Games, préf. comte Albert de Circourt et comte de Puymaigre Díez de Games), Le Victorial : chronique de Don Pedro Niño, comte de Buelna / par Gutierre Diaz de Gamez, son alferez (1379-1449), Paris, Victor Palmé, 1867, 610 p. (lire en ligne)

- Gutierre Diaz de Gamez (trad. Jean Gautier Dalché, préf. Jean Gautier Dalché), Le Victorial, Brepols, 2001, 373 p. (ISBN 978-2-503-51069-9, lire en ligne)